# Bad Harzburger Jugendliteraturpreis

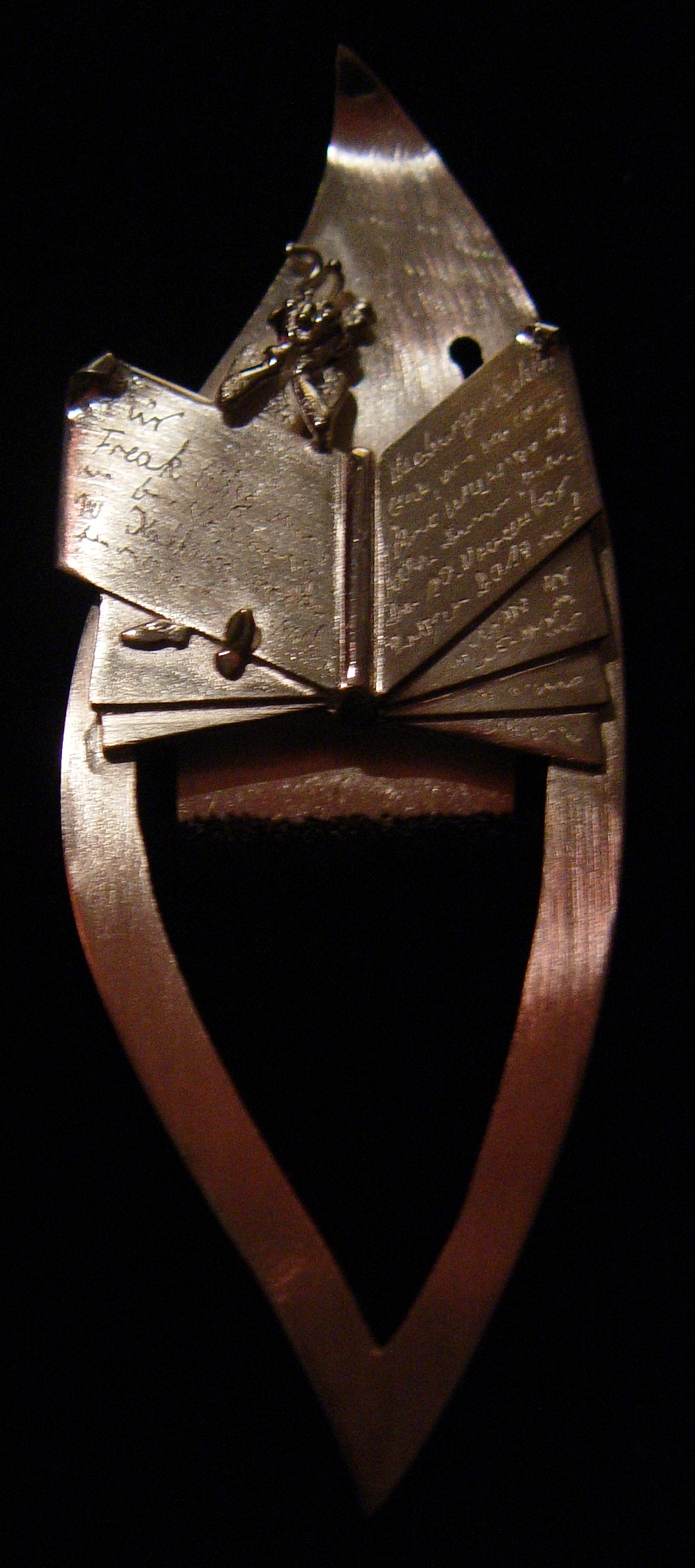
Harzburger Eselsohr

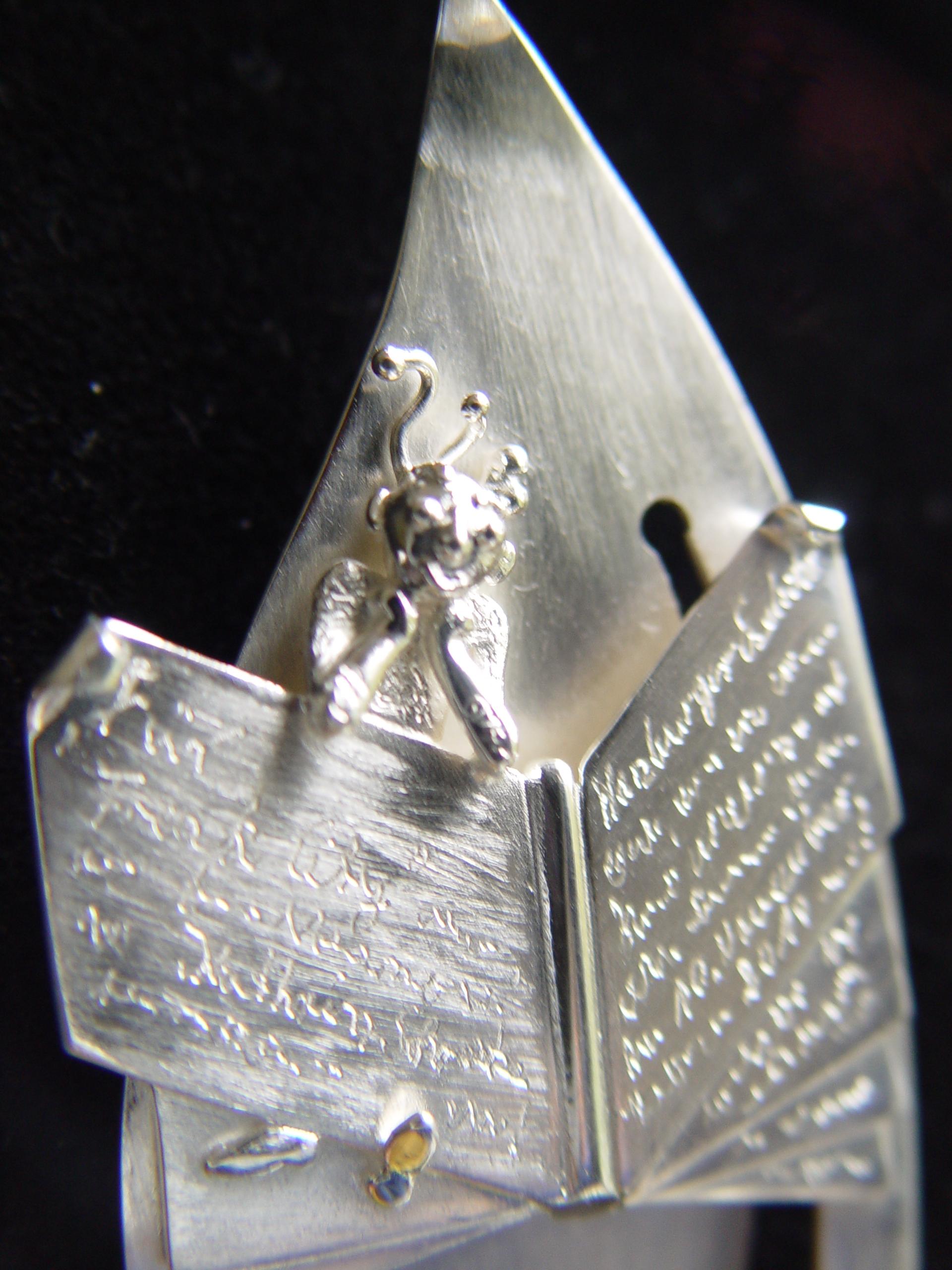
Harzburger Eselsohr, Detail

Der Bad Harzburger Jugendliteraturpreis „Bad Harzburger Eselsohr“ wird seit 1989 jedes zweite Jahr von der Stadt Bad Harzburg verliehen.
Mit diesem Preis sollen herausragende Werke der Jugendliteratur ausgezeichnet und auf Neuerscheinungen der Literatur für Kinder und Jugendliche aufmerksam gemacht werden. Als Kandidaten kommen Bücher in Frage, die sich an Jugendliche richten, ursprünglich in deutscher Sprache erschienen und noch nicht älter als zwei Jahre sind. Über die Vergabe entscheidet eine ehrenamtliche Jury, der unter anderem Vertreter der Stadt und der Stadtbücherei sowie Bad Harzburger Jugendliche und Bürger angehören.
Der Preis ist mit 2000 Euro dotiert, zusätzlich erhält der Preisträger eine Urkunde, einen Eintrag auf einer "Ehrentafel" sowie als Preistrophäe das „Bad Harzburger Eselsohr“ in Silber. Die Trophäe wurde von Goldschmiedemeisterin Katrin Erben entworfen und wird von ihr für jeden Preisträger individuell in Handarbeit gefertigt.

## Preisträger
- 1989: Klaus Kordon, Wie Spucke im Sand
- 1991: Renate Welsh, Drachenflügel
- 1993: Paul Maar, Kartoffelkäferzeiten
- 1996: Jürgen Banscherus, Davids Versprechen
- 1998: Reinhold Ziegler, Version 5Punkt12
- 2000: Waldtraut Lewin, Paulas Katze
- 2002: Martina Dierks, Romeos Küsse
- 2004: Lilli Thal, Mimus
- 2006: Antje Babendererde, Lakota Moon
- 2008: Steffen Lüddemann, 50 Hertz gegen Stalin
- 2010: Kathrin Schrocke, Freak City
- 2012: Heike Eva Schmidt, Amerika liegt im Osten
- 2014: Anna Kuschnarowa, Djihad Paradise
- 2016: Herbert Günther, Zeit der großen Worte[1]
- 2018: Astrid Frank, Unsichtbare Wunden[2]
- 2020: Manfred Theisen, Rot oder Blau[3]
- 2022: Dirk Reinhardt, Perfect Storm[4]
- 2024: Annette Mierswa, Unsere blauen Nächte[5]